# Коваленко, Владимир Иванович
Влади́мир Ива́нович Ковале́нко (4 февраля 1937, Краснодар — февраль 2011, Анапа) — советский футболист, полузащитник.

## Карьера
В сезоне 1956 года выступал за краснодарский «Нефтяник». Затем его присмотрели представители ростовского ОДО, после чего он под угрозой ответственности за уклонение от службы в рядах Советской Армии пополнил, вместе с ещё 6-ю товарищами по «Нефтянику», ряды военного клуба.
В составе ОДО, сменившим затем название на СКВО, а позже на СКА, выступал с 1957 по 1960 год, проведя за это время более 13 встреч в чемпионатах и первенстве СССР. Помимо этого, участвовал в розыгрышах Кубка СССР. В 1958 году в составе СКВО стал победителем Класса «Б» СССР и чемпионом РСФСР, сыграв в 7 поединках первенства, и в том сезоне принял участие в 2 встречах Кубка.
В 1960 году провёл 19 матчей за луганские «Трудовые Резервы». В 1961 году был в составе краснодарского «Спартака», однако на поле не выходил. В сезоне 1962 года играл за жёлтоводский «Авангард». В 1965 году защищал цвета краснолучского «Шахтёра», принял участие в 33 встречах команды.

## Достижения
- Победитель Класса «Б» СССР: 1958
- Чемпион РСФСР: 1958